# Список керівників держав 273 року
Список керівників держав 273 року — це перелік правителів країн світу 273 року.
Список керівників держав 272 року — 273 рік — Список керівників держав 274 року — Список керівників держав за роками

## Європа
- Боспорська держава — цар Рескупорід V (240—276)
- Ірландія — верховний король Кайрбре Ліфехайр (267—284)
- Римська імперія
  - імператор Авреліан (270—275)
    - консул Тацит (273)
    - консул Юлий Плацидіан (273)
      - Нижня Мезія — Марк Аврелій Себастіан (272—275)
- Галльська імперія — Тетрик I (271—274)

## Азія
- Близький Схід
- Гассаніди — Талабах ібн Амр (270—287)
- Диньяваді (династія Сур'я) — раджа Патипат (245—298)
- Іберійське царство — цар Аспагур I (265—284)
- Індія
  - Царство Вакатаків — імператор Праварасена I (270—330)
  - Імперія Гуптів — магараджа Шрі-Гупта (240—280)
  - Західні Кшатрапи — махакшатрап Рудрасена II (255—277)
  - Кушанська імперія — ?
  - Держава Чера — цар Перумкадунго (257—287)
- Китай
  - Династія У — імператор Сунь Хао (264—280)
  - Династія Цзінь — Сима Янь (266—290)
    - шаньюй південних хунну Лю Цюйбей (260—272)
- Корея
  - Кая (племінний союз) — ван Мапхум (259—291)
  - Когурьо — тхеван (король) Сочхон (270—292)
  - Пекче — король Коі (234—286)
  - Сілла — ісагим (король) Мічху (261—284)
- Паган — король Хті Мін Ін (242—299)
- Персія
  - Бактрія і Гандхара — кушаншах Гормізд I (265—295)
  - Держава Сасанідів — шахіншах Бахрам I (271/272—274)
- Ліньї — Фам Хунг (220—284)
- Сипау (Онг Паун) — Со Вай Па (257—309)
- плем'я табгачів — вождь Тоба Лівей (219—277)
- Японія — імператор Одзін (270—310)

## Африка
- Царство Куш — цар Тамелердеамані (266—286)
  - Єгипет — Статілій Амміан (271—273)